# Seynod
Seynod és un municipi delegat francès, situat al departament de l'Alta Savoia i a la regió d'Alvèrnia-Roine-Alps. L'any 2008 tenia 17.941 habitants.
El municipi de Seynod va absorbir el de Vieugy el 1965 i el de Balmont el 1972.
L'1 de gener de 2017, Seynod es va fusionar amb Annecy.

## Geografia

### Emplaçament
El municipi de Seynod està situat al suburbi sud-oest d'Annecy. El seu punt més baix es troba a 450m, al districte de Croix-Rouge, la ciutat s'eleva a 1020m a la muntanya de Semnoz. El seu territori s'estén al llarg del RD5, la RN 201 i l'autopista A41 i els límits naturals són els contraforts del massís de Semnoz situat al sud-est.
El següent diagrama mostra les poblacions més properes.

## Història
Nombrosos jaciments gal·loromans ens recorden que l'activitat de Saginatum va ser intensa. Diverses tombes, així com objectes de ceràmica dels segles iii i iv, han estat descobertes al veïnat de Branchy. Seynod es troba sobre el traçat d'una via romana construïda al segle iii que uneix els vicus de Boutae (Annecy) per Lemencum (Chambéry) a través d'Aquae (Aix-les-Bains). Aquesta travessaria les vil·les de Saginatum (Seynod), Coesiacus (Cesy), Bissunacus (Bessonnex) i Veratiacus (Vraisy).
Posteriorment, la donació de Lotari a la seva dona Thietberge l'any 867 esmenta els dominis de Sagenodum (Seynod) i Viriglium (Vergloz) com pertanyents al domini reial. És el document més antic on es recull l'existència de la vila. Més tard, una carta de donació de Guillem II de Ginebra a favor de les dones de Santa Catalina datat el 10 de juny de 1227 esmenta el lloc de Seymeno.
Entre el 15 de juny i el 16 de juliol de 1944, 40 resistents van ser afusellats a Vieugy. El 29 d'agost i 2 de setembre de 1944, en represàlia per aquests afusellaments, 80 presoners de guerra alemanys van ser assassinats per partisans francesos.

### Toponímia
Bàsicament hi ha dues teories sobre l'origen del nom del municipi. Per alguns, Seynod vindria del llatí Saginatum (o Seynodum). Sagina significa greix i junt amb el sufix "Atum" significaria un lloc on s'engreixen els animals, en especial porcs. Per altres el nom de Seynod (en llengua francoprovençal Sinnu o Sênu) designaria una roureda. Com les glans dels roures s'utilitzaven per engreixar els porcs ambdues etimologies podrien tenir el seu sentit.

### Escut d'armes
Seynod té el seu propi escut d'armes, símbol de la seva història i les seves activitats.
El primer quarter indica la pertinença al Ducat de Savoia.
El segon quarter, representat per una panotxa de blat de moro i un arbre, simbolitza l'activitat agrícola i recorda la importància del bosc a la ciutat de Seynod.
El tercer quarter representa l'activitat industrial per la roda dentada, i l'activitat comercial pel cap de Mercuri, déu del comerç.
El quart quarter conté l'escut d'armes de la família Pelard, que van ser senyors de Seynod els segles xiv, xv i xvi. Aquest blasó és d'atzur, dos xebrons entrellaçats en aspa, el de dalt d'or i l'altre de plata i flanquejats per quatre estrelles.

## Demografia

### Població
El 2007 la població de fet de Seynod era de 17.780 persones. Hi havia 6.658 famílies de les quals 1.689 eren unipersonals (614 homes vivint sols i 1.075 dones vivint soles), 1.806 parelles sense fills, 2.503 parelles amb fills i 660 famílies monoparentals amb fills.
La població ha evolucionat segons el següent gràfic:
Habitants censats

### Habitatges
El 2007 hi havia 7.069 habitatges, 6.786 eren l'habitatge principal de la família, 104 eren segones residències i 179 estaven desocupats. 2.592 eren cases i 4.457 eren apartaments. Dels 6.786 habitatges principals, 4.249 estaven ocupats pels seus propietaris, 2.438 estaven llogats i ocupats pels llogaters i 98 estaven cedits a títol gratuït; 169 tenien una cambra, 692 en tenien dues, 1.366 en tenien tres, 2.013 en tenien quatre i 2.546 en tenien cinc o més. 4.927 habitatges disposaven pel capbaix d'una plaça de pàrquing. A 3.220 habitatges hi havia un automòbil i a 2.984 n'hi havia dos o més.

### Piràmide de població
La piràmide de població per edats i sexe el 2009 era:
| Homes | Edats   | Dones |
| ----- | ------- | ----- |
| 0     | 95 o +  | 10    |
| 6     | 90 a 94 | 47    |
| 24    | 85 a 89 | 69    |
| 85    | 80 a 84 | 74    |
| 149   | 75 a 79 | 147   |
| 185   | 70 a 74 | 251   |
| 246   | 65 a 69 | 293   |
| 389   | 60 a 64 | 291   |
| 461   | 55 a 59 | 479   |
| 661   | 50 a 54 | 725   |
| 664   | 45 a 49 | 741   |
| 627   | 40 a 44 | 696   |
| 648   | 35 a 39 | 719   |
| 536   | 30 a 34 | 609   |
| 562   | 25 a 29 | 472   |
| 502   | 20 a 24 | 389   |
| 678   | 15 a 19 | 611   |
| 616   | 10 a 14 | 706   |
| 630   | 5 a 9   | 632   |
| 482   | 0 a 4   | 386   |

## Economia
El 2007 la població en edat de treballar era d'11.949 persones, 8.809 eren actives i 3.140 eren inactives. De les 8.809 persones actives 8.123 estaven ocupades (4.194 homes i 3.929 dones) i 686 estaven aturades (338 homes i 348 dones). De les 3.140 persones inactives 902 estaven jubilades, 1.262 estaven estudiant i 976 estaven classificades com a «altres inactius».

### Ingressos
El 2009 a Seynod hi havia 7.230 unitats fiscals que integraven 18.680 persones, la mediana anual d'ingressos fiscals per persona era de 20.761 €.

### Activitats econòmiques
Dels 1.167 establiments que hi havia el 2007, 2 eren d'empreses extractives, 9 d'empreses alimentàries, 13 d'empreses de fabricació de material elèctric, 2 d'empreses de fabricació d'elements pel transport, 61 d'empreses de fabricació d'altres productes industrials, 197 d'empreses de construcció, 289 d'empreses de comerç i reparació d'automòbils, 44 d'empreses de transport, 39 d'empreses d'hostatgeria i restauració, 28 d'empreses d'informació i comunicació, 52 d'empreses financeres, 50 d'empreses immobiliàries, 206 d'empreses de serveis, 129 d'entitats de l'administració pública i 46 d'empreses classificades com a «altres activitats de serveis».
Dels 291 establiments de servei als particulars que hi havia el 2009, 1 era una oficina d'administració d'Hisenda pública, 2 oficines del servei públic d'ocupació, 1 gendarmeria, 2 oficines de correu, 10 oficines bancàries, 1 funerària, 39 tallers de reparació d'automòbils i de material agrícola, 3 tallers d'inspecció tècnica de vehicles, 4 establiments de lloguer de cotxes, 2 autoescoles, 29 paletes, 47 guixaires pintors, 35 fusteries, 22 lampisteries, 27 electricistes, 4 empreses de construcció, 11 perruqueries, 1 veterinari, 1 agència de treball temporal, 21 restaurants, 19 agències immobiliàries, 4 tintoreries i 5 salons de bellesa.
Dels 73 establiments comercials que hi havia el 2009, 1 era, 3 supermercats, 4 grans superfícies de material de bricolatge, 2 botiges de menys de 120 m², 12 fleques, 4 carnisseries, 1 una carnisseria, 5 llibreries, 15 botigues de roba, 4 botigues d'equipament de la llar, 2 sabateries, 3 botigues d'electrodomèstics, 7 botigues de mobles, 3 botigues de material esportiu, 2 drogueries, 2 joieries i 3 floristeries.
L'any 2000 a Seynod hi havia 30 explotacions agrícoles que ocupaven un total de 780 hectàrees.

## Cultura i patrimoni

### Patrimoni arquitectònic
- Châteauvieux. Casa fortificada bastant ben conservada, amb una torre rodona i una bella portada coronada per un escut d'armes dels Pelard de 1593.
- La Maison de Méclaz. Va ser construïda a la segona meitat del segle xix. Es trobava a l'altiplà per sobre del veïnat de Méclaz, al límit de la parròquia de Quintal. Tenia un estany, del qual encara es poden veure els dics anant a Pennossey. Va ser comparada per la ciutat de Seynod el 1983 i posteriorment restaurada. Actualment s'utilitza com a residència d'artistes i s'hi realitzen diverses activitats artístiques.
- Château Periaz (o Peyriaz). Situat a 500m a sota de Châteauvieux al camí d'Aix, aquesta casa fortificada es remunta al segle xvi, quan va ser adquirida per la família de Regard. El seu disseny consisteix en un edifici de planta rectangular amb dues torres triangulars. Al segle xvii, el senyoriu de Periaz pertanyia a la branca de Chanay des Regards de Villeneuve. Confiscat durant la Revolució, la propietat va passar per diverses mans. La família Jacquet és l'última família que ha treballat la terra que envolta el lloc.
- Château d'Orlier (o Orlyer, Orlyé). Casa fortificada situada a prop de l'església de Balmont, només queda una torre circular coronada per un sostre cònic. El seu origen exacte és desconegut. El que es coneix segur és que al segle xiv que va pertànyer als senyors d'Orlier.
- Maison des nobles d'Orlier de Viuz-la-Chiesaz. Casa situada a Sacconges, on està documentada des del 1642.
- Torre de Branchy. Es tracta d'una torre de planta octogonal construïda al segle xix al turó de Branchy.[12]

### Patrimoni religiós
- Església de Sant Martí. És una de les esglésies més antigues de la regió d'Annecy. Als contraforts de l'església hi ha un bloc de pedra calcària groga amb una inscripció romana. El seu cor és del segle xvii i les vidreres del segle xviii. El presbiteri és del segle xvi. Diversos documents del segle xv esmenten l'església, entre ells una butlla del Papa Pau II de 20 juny de 1468 per la qual s'uneix l'església a la col·legiata de Notre-Dame de Liesse d'Annecy.
- Església de Sant Maurici. Del segle xvi, reconstruïda als segles xvii i xix.
- Capella de Vieugy . També és una església molt antiga. Hi ha traces d'aquesta en textos que daten de 1140. Va ser reconstruïda i ampliada diverses vegades, sobretot per l'arquitecte Charles Gall en 1778, just abans de la Revolució Francesa. El 1871 la seva decadència va obligar al municipi a construir una nova església, tot i les protestes dels residents. L'antiga capella va ser destruïda, però el cor (que podria datar de finals del segle xvi - xvii) es va mantenir. El 15 de juny de 1944, els cossos de 15 guerrillers morts van ser dipositats allà.
- Capella de Loverchy. Va ser construïda abans del segle xv com un annex a l'església de Seynod i sota el patrocini de Sant Josep. Després de la Revolució es va convertir en un graner. El 1802 la parròquia va ser suprimida, però encara és visible al llarg de la carretera departamental 5.
- Les creus missionals. Són una trentena de creus missionals de la fusta o de pedra. Són testimoni directe de la pietat d'antany.[13]

## Societat

### Equipaments sanitaris i escolars
El 2009 hi havia 1 hospital de tractaments de mitja durada (seguiment i rehabilitació), 1 un hospital de tractaments de llarga durada, 1 psiquiàtric i 9 farmàcies.
El 2009 hi havia 2 escoles maternals i 8 escoles elementals. A Seynod hi havia 1 col·legi d'educació secundària, 2 liceus d'ensenyament general i 3 liceus tecnològics. Als col·legis d'educació secundària hi havia 886 alumnes, als liceus d'ensenyament general n'hi havia 523 i als liceus tecnològics 613.

## Agermanaments
- Ineu  Romania[14]
- Malgrat de Mar  Catalunya[14]